# Марі-Ноледур
Марі́-Ноледу́р (рос. Мари-Ноледур, марій. Марий Нольдӱр) — присілок у складі Марі-Турецького району Марій Ел, Росія. Входить до складу Марі-Турецького міського поселення.

## Населення
Населення — 35 осіб (2010; 44 у 2002).
Національний склад (станом на 2002 рік):
- марійці — 91 %